# ГЕС Маурангер
ГЕС Маурангер — гідроелектростанція на півдні Норвегії за шість десятків кілометрів на південний схід від Бергену. Використовує ресурс із прибережних гір, котрі тягнуться уздовж східної сторони Гардангер-фіорду.
Північна гілка дериваційної системи станції Маурангер починається від ГЕС Юкла (35 МВт), яка живиться ресурсом, зібраним з річок Øyreselva (впадає до Maurangsfjorden, східної затоки Гардангер-фіорду), та сточища річок Stølselvi та Storelvi (течуть до основної частини Гардангер-фіорду). Відпрацьована нею вода надходить до дериваційного тунелю, котрий спершу з'єднаний з водозабором на elv fra Botnatjørna (права притока elv i Fagerdalen, котра, своєю чергою, є лівою притокою нещодавно згаданої Øyreselva) та насосною станцією Markjelkevatn, яка подає ресурс із невеликого водосховища Markjelkevatnet (корисний об'єм 0,8 млн м3), котре природним шляхом дренується ліворуч до elv fra Botnatjørna. Рівень останнього — від 737 до 740 метрів НРМ — на кілька десятків метрів нижче, аніж в інших елементів водозбірної системи, що викликало необхідність підкачки за допомогою станції потужністю 1,2 МВт, котра використовує 3,6 млн кВт·год електроенергії на рік (що, своєю чергою, надає змогу виробляти 19 млн кВт·год).
Далі тунель проходить під водосховищем Svartedalsvatnet (дренується elv i Fagerdalen), яке має корисний об'єм 31 млн м3, що забезпечується коливанням рівня між позначками 780 та 860 метрів НРМ. Тут особливістю є наявність одразу двох водозаборів у східній та західній котловинах водойми. До Svartedalsvatnet природним шляхом дренується розташоване вище по течії elv i Fagerdalen сховище Blådalsvatnet з корисним об'ємом 18,7 млн м3, що забезпечується коливанням рівня між позначками 1018 та 1072 метри НРМ. При цьому із Blådalsvatnet вниз по долині elv i Fagerdalen прокладений тунель довжиною близько 1,3 км, який дозволяє здреновувати цю водойму нижче природного рівня.
У підсумку північний тунель досягає району сховища Mysevatnet та з'єднується з облаштованим у ньому водозабором, після чого завертає на захід та перетворюється на підвідний дериваційний тунель. Довжина північного тунелю до водозабору із Mysevatnet становить близько 8 км, а продовжуючий його західний відтинок подає ресурс до розташованого за 1,3 км машинного залу.
Згадане вище Mysevatnet створене на Austrepollelva, котра тече до Maurangsfjorden. Воно має корисний об'єм у 39 млн м3, що забезпечується коливанням рівня між позначками 775 та 855 метрів НРМ. Окрім власного стоку, до водосховища надходить ресурс із південної гілки дериваційної системи, найвіддаленіший водозабір якої розташований під льодовиком Bondhusbrea (живить річку Fonneelva, ліву притоку Bondhuselva, котра так само тече до Maurangsfjorden). Звідси прямує тунель довжиною понад 6 км, сполучений із водозаборами на Bondhuselva, Tverrelva (права притока Bondhuselva) та Gjerdselva (лівий доплив Austrepollelva).
Основне обладнання станції становлять дві турбіни типу Пелтон потужністю по 127,9 МВт (номінальна потужність станції рахується як 250 МВт), які використовують напір у 830 метрів та забезпечують виробництво 1146 млн кВт·год електроенергії на рік.
Відпрацьований ресурс відводиться до розташованого за 1,2 км Maurangsfjorden.